# Markus Wasmeier
Markus Wasmeier (ur. 9 września 1963 w Schliersee) – niemiecki narciarz alpejski, dwukrotny mistrz olimpijski, dwukrotny medalista mistrzostw świata oraz zdobywca Małej Kryształowej Kuli w klasyfikacji Pucharu Świata w supergigancie.

## Kariera
W zawodach Pucharu Świata Markus Wasmeier zadebiutował 5 lutego 1983 roku w St. Anton, gdzie zajął 49. miejsce w zjeździe. Pierwsze punkty zdobył blisko rok później, 29 stycznia 1984 roku w Garmisch-Partenkirchen, zajmując dziesiąte miejsce w kombinacji. W sezonie 1983/1984 punkty zdobył jeszcze jeden raz, 20 marca 1984 roku w Oppdal, gdzie był piąty w supergigancie. W klasyfikacji generalnej dało mu to 61. miejsce. Pierwsze podium w zawodach tego cyklu wywalczył 11 grudnia 1984 roku w Sestriere, zajmując drugie miejsce w gigancie. W zawodach tych rozdzielił na podium reprezentującego Luksemburg Marka Girardellego i Maxa Julena ze Szwajcarii. Jeszcze siedmiokrotnie plasował się w czołowej dziesiątce, jednak nie stawał już na podium. Sezon 1984/1985 zakończył na dziesiątym miejscu w klasyfikacji generalnej, piątym w kombinacji i dziewiątym w gigancie. W 1985 roku wystąpił także na mistrzostwach świata w Bormio, gdzie zdobył pierwszy medal na arenie międzynarodowej. Zwyciężył wtedy w gigancie, wyprzedzając bezpośrednio Szwajcara Pirmina Zurbriggena i Marka Girardellego. Zajął tam również siódme miejsce kombinacji i dwudzieste w zjeździe.
Przez dwa kolejne zajmował trzecie miejsce w klasyfikacji generalnej Pucharu Świata. W tym czasie aż osiemnaście razy stawał na podium, odnosząc przy tym sześć zwycięstw: 9 lutego 1986 roku w Morzine, 16 marca 1986 roku w Whistler, 16 grudnia 1986 roku w Val d’Isère i 11 stycznia 1987 roku w Garmisch-Partenkirchen był najlepszy w supergigancie, 9 lutego 1986 roku w Morzine zwyciężył w kombinacji, a 17 stycznia 1987 roku w Wengen wygrał zjazd. W sezonie 1985/1986 wyprzedzili go tylko Girardelli i Zurbriggen, a Niemiec zdobył jedyną w karierze Małą Kryształową Kulę za zwycięstwo w klasyfikacji supergiganta. W tym samym sezonie był też drugi za Zurbriggenem w klasyfikacji kombinacji. W kolejnym sezonie oprócz trzeciego miejsca w klasyfikacji generalnej Wasmeier zajął także trzecie miejsce w klasyfikacji supergiganta, w obu przypadkach ulegając tylko Zurbriggenowi i Girardellemu. Z mistrzostw świata w Crans-Montana w 1987 roku wrócił z brązowym medalem w supergigancie. Był też między innymi piąty w kombinacji i dziewiąty w zjeździe.
Najważniejszym punktem sezonu 1987/1988 były igrzyska olimpijskie w Calgary. Nie stanął tam na podium, zajmując między innymi szóste miejsce w biegu zjazdowym i siódme w kombinacji. W zawodach pucharowych trzykrotnie plasował się w najlepszej trójce, w tym 10 stycznia 1988 roku w Val d’Isère odniósł kolejne zwycięstwo w supergigancie. W klasyfikacji generalnej był tym razem szósty, w klasyfikacji supergiganta zajął drugą pozycję, a w kombinacji był czwarty. Podobne wyniki osiągał w sezonie 1988/1989, który ukończył na szóstej pozycji. W klasyfikacji supergiganta zajął szóste miejsce, a w kombinacji był drugi za Girardellim. Mistrzostwa świata w Vail w 1989 roku nie przyniosły mu jednak medalu. Najlepsze wyniki uzyskał tam w supergigancie i kombinacji, które ukończył na piątych miejscach.
Kolejne pucharowe zwycięstwo odniósł dopiero 17 marca 1991 roku w Lake Louise, wygrywając supergiganta. W sezonie 1990/1991 punkty zdobył jeszcze tylko jeden raz, zajmując jedenaste miejsce w kombinacji w Kitzbühel. Ostatecznie został sklasyfikowany na 40. pozycji, co było jego najsłabszym wynikiem od 1984 roku. Na przełomie stycznia i lutego 1991 roku startował na mistrzostwach świata w Saalbach-Hinterglemm, jednak ponownie nie zdobył medalu. Jego najlepszym wynikiem było tam trzynaste miejsce w supergigancie. Ostatnie pucharowe sukcesy osiągał w sezonie 1991/1992, kiedy trzykrotnie stawał na podium. Najpierw zwyciężył w zjeździe 11 stycznia 1992 roku w Garmisch-Partenkirchen, następnie dwa tygodnie później w Wengen był drugi w tej samej konkurencji, a 2 lutego 1992 roku w Saint-Gervais-les-Bains zajął trzecie miejsce w gigancie. W pozostałych startach w PŚ już nigdy nie stanął na podium. Wyniki te pozwoliły mu zająć siódme miejsce w klasyfikacji generalnej, szóste w klasyfikacji zjazdu oraz trzecie w kombinacji, za Paulem Accolą ze Szwajcarii i Austriakiem Hubertem Strolzem. Na igrzyskach olimpijskich w Albertville w lutym 1992 roku jego najlepszym wynikiem było czwarte miejsce w zjeździe. Walkę o medal przegrał tam z Austriakiem Güntherem Maderem o 0,15 sekundy.
Największe sukcesy Wasmeier osiągnął w 1994 roku, kiedy zdobył dwa medale podczas igrzysk olimpijskich w Lillehammer. Starty rozpoczął od zajęcia 36. miejsca w zjeździe. Dwa dni później nie ukończył rywalizacji w kombinacji, jednak w kolejnym starcie, supergigancie, okazał się najlepszy. Niemiec zwyciężył z przewagą 0,08 sekundy nad Tommym Moe z USA i 0,40 sekundy nad Norwegiem Kjetilem André Aamodtem. Na koniec wystąpił w gigancie, w którym po pierwszym przejeździe zajmował trzecie miejsce ze stratą 0,37 sekundy do prowadzącego Christiana Mayera. W drugim przejeździe także uzyskał trzeci wynik, jego łączny czas był jednak najlepszy i dał mu drugi złoty medal. Na podium wyprzedził o 0,10 sekundy Szwajcara Ursa Kälina i o 0,20 sekundy Christiana Mayera. W Pucharze Świata plasował się jednak poza najlepszą dziesiątką klasyfikacji generalnej. W 1994 roku zakończył karierę.
Wasmeier wielokrotnie zdobywał medale mistrzostw kraju, w tym złote w zjeździe i gigancie w latach 1986–1987 oraz supergigancie w latach 1986–1989. W 1994 roku został wybrany sportowcem roku w Niemczech. Po zakończeniu kariery pracował między innymi jako komentator dla niemieckiej stacji ARD.

## Osiągnięcia

### Igrzyska olimpijskie
| Miejsce | Dzień     | Rok  | Miejscowość | Konkurencja | Czas biegu | Strata     | Zwycięzca           |
| ------- | --------- | ---- | ----------- | ----------- | ---------- | ---------- | ------------------- |
| 6.      | 15 lutego | 1988 | Calgary     | Zjazd       | 1:59,63    | +2,40      | Pirmin Zurbriggen   |
| 7.      | 17 lutego | 1988 | Calgary     | Kombinacja  | 36,55 pkt  | +28,89 pkt | Hubert Strolz       |
| DNF     | 21 lutego | 1988 | Calgary     | Supergigant | 1:39,66    | -          | Franck Piccard      |
| 19.     | 25 lutego | 1988 | Calgary     | Gigant      | 2:06,37    | +5,32      | Alberto Tomba       |
| 4.      | 9 lutego  | 1992 | Albertville | Zjazd       | 1:50,37    | +0,25      | Patrick Ortlieb     |
| 5.      | 11 lutego | 1992 | Albertville | Kombinacja  | 14,58 pkt  | +18,19 pkt | Josef Polig         |
| 9.      | 16 lutego | 1992 | Albertville | Supergigant | 1:13,04    | +1,54      | Kjetil André Aamodt |
| DNF     | 18 lutego | 1992 | Albertville | Gigant      | 2:06,98    | -          | Alberto Tomba       |
| 36.     | 13 lutego | 1994 | Lillehammer | Zjazd       | 1:45,75    | +2,78      | Tommy Moe           |
| DNF     | 15 lutego | 1994 | Lillehammer | Kombinacja  | 3:17,53    | -          | Lasse Kjus          |
| 1.      | 17 lutego | 1994 | Lillehammer | Supergigant | 1:32,53    | –          | –                   |
| 1.      | 23 lutego | 1994 | Lillehammer | Gigant      | 2:52,46    | –          | –                   |

### Mistrzostwa świata
| Miejsce | Dzień       | Rok  | Miejscowość   | Konkurencja | Czas biegu | Strata     | Zwycięzca           |
| ------- | ----------- | ---- | ------------- | ----------- | ---------- | ---------- | ------------------- |
| 20.     | 3 lutego    | 1985 | Bormio        | Zjazd       | 2:06,68    | +3,05      | Pirmin Zurbriggen   |
| 7.      | 5 lutego    | 1985 | Bormio        | Kombinacja  | 7,67 pkt   | +48,37 pkt | Pirmin Zurbriggen   |
| 1.      | 7 lutego    | 1985 | Bormio        | Gigant      | 2:28,90    | -          | -                   |
| 9.      | 31 stycznia | 1987 | Crans-Montana | Zjazd       | 2:07,80    | +1,41      | Peter Müller        |
| 5.      | 1 lutego    | 1987 | Crans-Montana | Kombinacja  | 28,27 pkt  | +19,88 pkt | Marc Girardelli     |
| 3.      | 2 lutego    | 1987 | Crans-Montana | Supergigant | 1:19,93    | +1,15      | Pirmin Zurbriggen   |
| 13.     | 4 lutego    | 1987 | Crans-Montana | Gigant      | 2:32,38    | +2,73      | Pirmin Zurbriggen   |
| 5.      | 3 lutego    | 1989 | Vail          | Kombinacja  | 4,72 pkt   | +41,19 pkt | Marc Girardelli     |
| 29.     | 6 lutego    | 1989 | Vail          | Zjazd       | 2:10,39    | +3,59      | Hansjörg Tauscher   |
| 5.      | 8 lutego    | 1989 | Vail          | Supergigant | 1:38,81    | +0,75      | Martin Hangl        |
| 13.     | 9 lutego    | 1989 | Vail          | Gigant      | 2:37,66    | +3,66      | Rudolf Nierlich     |
| 24.     | 27 stycznia | 1991 | Saalbach      | Zjazd       | 1:54,91    | +3,30      | Franz Heinzer       |
| 13.     | 23 stycznia | 1991 | Saalbach      | Supergigant | 1:26,73    | +2,98      | Stephan Eberharter  |
| DNF     | 30 stycznia | 1991 | Saalbach      | Kombinacja  | 16,28 pkt  | -          | Stephan Eberharter  |
| 14.     | 8 lutego    | 1993 | Morioka       | Kombinacja  | 34,22 pkt  | +63,70 pkt | Lasse Kjus          |
| 9.      | 10 lutego   | 1993 | Morioka       | Gigant      | 2:15,36    | +2,90      | Kjetil André Aamodt |
| 35.     | 11 lutego   | 1993 | Morioka       | Zjazd       | 1:32,06    | +3,66      | Urs Lehmann         |

### Puchar Świata

#### Miejsca w klasyfikacji generalnej
- sezon 1983/1984: 61.
- sezon 1984/1985: 10.
- sezon 1985/1986: 3.
- sezon 1986/1987: 3.
- sezon 1987/1988: 6.
- sezon 1988/1989: 5.
- sezon 1989/1990: 20.
- sezon 1990/1991: 40.
- sezon 1991/1992: 7.
- sezon 1992/1993: 14.
- sezon 1993/1994: 25.

#### Zwycięstwa w zawodach
1. Morzine – 9 lutego 1986 (supergigant)
2. Morzine – 9 lutego 1986 (kombinacja)
3. Whistler – 16 marca 1986 (supergigant)
4. Val d’Isère – 6 grudnia 1986 (supergigant)
5. Garmisch-Partenkirchen – 11 stycznia 1987 (supergigant)
6. Wengen – 17 stycznia 1987 (zjazd)
7. Val d’Isère – 10 stycznia 1988 (supergigant)
8. Lake Louise – 17 marca 1991 (supergigant)
9. Garmisch-Partenkirchen – 11 stycznia 1992 (zjazd)

- 9 zwycięstw (6 supergigantów, 2 zjazdy i 1 kombinacja)

#### Pozostałe miejsca na podium
1. Sestriere – 11 grudnia 1984 (gigant) – 2. miejsce
2. Las Leñas – 18 sierpnia 1985 (zjazd) – 3. miejsce
3. Wiedeń – 30 grudnia 1985 (slalom równoległy) – 2. miejsce
4. Kranjska Gora – 3 stycznia 1986 (gigant) – 3. miejsce
5. Kitzbühel – 19 stycznia 1986 (kombinacja) – 3. miejsce
6. Crans-Montana – 3 lutego 1986 (supergigant) – 3. miejsce
7. Crans-Montana – 5 lutego 1986 (supergigant) – 2. miejsce
8. Åre – 23 marca 1986 (kombinacja) – 2. miejsce
9. Hemsedal – 28 lutego 1986 (supergigant) – 2. miejsce
10. Val d’Isère – 5 grudnia 1986 (zjazd) – 2. miejsce
11. Val Gardena – 13 grudnia 1986 (zjazd) – 3. miejsce
12. Alta Badia – 15 grudnia 1986 (gigant) – 3. miejsce
13. Todtnau – 15 lutego 1987 (gigant) – 3. miejsce
14. Bad Kleinkirchheim – 17 stycznia 1988 (kombinacja) – 2. miejsce
15. Beaver Creek – 13 marca 1988 (supergigant) – 2. miejsce
16. St. Anton – 22 grudnia 1988 (kombinacja) – 2. miejsce
17. Wengen – 20 stycznia 1989 (zjazd) – 2. miejsce
18. Wengen – 22 stycznia 1989 (kombinacja) – 3. miejsce
19. Aspen – 18 lutego 1989 (supergigant) – 2. miejsce
20. Kitzbühel – 21 stycznia 1990 (kombinacja) – 3. miejsce
21. Wengen – 25 stycznia 1992 (zjazd) – 2. miejsce
22. Saint-Gervais – 2 lutego 1992 (gigant) – 3. miejsce